# Alsó-Egyiptom

Alsó- és Felső-Egyiptom

Alsó-Egyiptom Egyiptom legészakibb területe, azaz a Nílus-delta. Északról a Földközi-tenger, délről Asszuán határolta. A Nílus napjainkban két ágra válik szét a Deltában, az ókorban idősebb Plinius leírása szerint hét ágra szakadt. Alsó- és Felső-Egyiptomot i. e. 3100 körül egyesítették, innentől a fáraót a „Két Föld” urának is nevezték, és a két országrész hatalmi jelvényeivel együtt ábrázolták.
Alsó-Egyiptom egyiptomi neve t3-mḥw, azaz „a papirusznád földje” volt. A papiruszon kívül jelképe volt még a méh, illetve a vörös korona, mely később a kettős korona alsó részét képezte. Uralkodói székhelye az egyesítés előtti időkben Per Uadzset, melynek istennője, Uadzset a későbbi korokban is Alsó-Egyiptom védőistennője maradt.
Alsó-Egyiptom húsz nomoszra oszlott. Jelentősebb városai közé tartoznak Memphisz, mely az óbirodalom idején Egyiptom fővárosa volt; Héliopolisz, Ré kultuszközpontja; Per-Ramszesz, főváros a XIX. dinasztia idején; Tanisz, Egyiptom északi fővárosa a XXI.–XXII. dinasztia idején; Szaisz, főváros a XXVI. dinasztia alatt; Buszirisz, Ozirisz egy fontos kultuszközpontja.

## Kapcsolódó szócikk
- Mindennapi élet az ókori Egyiptomban